# Pressoirs des ducs de Bourgogne
Les Pressoirs des ducs de bourgogne sont des pressoirs à contrepoids mobile en pierre unique en Bourgogne, du XVe siècle au cœur du vieux bourg de Chenôve (village viticole de la Route des Grands Crus).
Ils sont ouverts au tourisme durant la période estivale, entre 1987 et 2019. Ils sont inscrits à l’inventaire supplémentaire des Monuments historiques depuis 1934 et sur la Liste des Bâtiments d'Architecture Industrielle de la Fondation Claude-Nicolas Ledoux depuis 1989.
Ils font partie intégrante du périmètre des Climats du vignoble de Bourgogne, classés au patrimoine mondial de l'UNESCO le 4 juillet 2015,,,.

## Historique
La présence de vignes à Chenôve est attestée dès le Ier siècle apr. J.-C.. Grégoire de Tours décrivit Dijon dominée par « des montagnes très fertiles couvertes de vignes ».
L'abbé et historien Claude Courtépée, écrit au XVIIIe siècle : « Il n’y a guère que les vins de Chenôve et de Gevrey qui vont chez l’Etranger, le reste se consomme dans le pays ».
La première mention d'un domaine viticole ducal à Chenôve remonte à 1228.
Autour de la maison des pressoirs (salle de 35 mètres de long sous une charpente qui possède une couverture en pierres de lave jusqu'en 1956) les ducs de Bourgogne exploitaient un domaine de 150 journaux, soit environ 50 hectares de vignes.
La première trace des pressoirs dans les archives remonte à 1238 : « Moi, Alix, mère d'Hugues duc de Bourgogne, j'assigne et assoie à l'église de Saint-Benigne de Dijon un muid de vin et six sous et demi de Dijon sur mon treuil de Chenôve. »
Les pressoirs des ducs de Bourgogne sont entièrement reconstruits entre 1404 à 1407 sous le règne du duc Jean Ier de Bourgogne. Ils sont avec ceux du château du Clos de Vougeot les plus grands et les plus anciens « treulx » de Bourgogne.
Ils sont inscrits au patrimoine royal en 1477 par le roi Louis XI de France à la mort du duc Charles le Téméraire. Ils restent propriété des rois de France jusqu'en 1567. C'est à ce titre que le « village en amphithéâtre » possédait, non loin du monument, une « maison du duc puis du roi ».
Les Pressoirs sont vendus comme « biens nationaux », le 12 février 1791, à « Jean Poinsard fils, cultivateur à Ahuy, pour la somme de 34 500 livres ».
Ils sont par la suite exploités par des particuliers et négociants durant près de six siècles jusque dans les années 1920.

## Mécanisme
Les pressoirs à contrepoids mobile fonctionnent comme un énorme casse-noix. Ils agissent par un mécanisme de levier de 9 mètres pour l'un et 11 mètres pour l'autre.
Les raisins sont disposés sur le plateau (maie ou matis) de 16 m2. Ils sont étayés par des claies puis, couvert par des poutres en bois jusqu'à la hauteur du levier.
Le plateau est légèrement incliné et une goulotte assure l'écoulement du jus.
Une vis à cabestan entraîne le levier qui compresse le raisin. Sur l'axe de la vis, des contrepoids mobiles de 4 et 8 tonnes amplifient la pression (les contrepoids ont été surnommés « Margot » en souvenir de Marguerite de Bourgogne (1290-1315), fille du duc Robert II de Bourgogne et Reine de France par mariage avec le roi Louis X de France).
Ils pressaient jusqu'à 100 pièces de vendanges par jour soit environ 23 000 litres de vin. Le plus petit des pressoirs permettait de presser 40 pièces (12 tonnes de raisins) pour une production de 9 000 litres de jus.

## Tourisme
Chaque année les pressoirs des ducs de Bourgogne étaient remis en marche pour la « Fête de la Pressée » lors du troisième week-end de septembre.
En 1987, le maire Roland Carraz signe entre la ville et le propriétaire d'alors un bail emphytéotique permettant son ouverture au public et son fonctionnement, lors de la haute saison. La restauration d'un des deux pressoirs est effectuée.
Sur la période d'ouverture, la visite libre ou guidée, en français, en anglais et en allemand est gratuite. L'entrée de la Halle est pourvue d'un espace de médiation avec projection d'un DVD-Documentaire du réalisateur Jean-Marc Bordet, « Les Pressoirs des Ducs de Bourgogne » , la vente de cartes postales, l'exposition dans une vitrine d'anciens outils viticoles. Le vin du propriétaire y est vendu.
Lors de la « Fête de la Pressée » il était possible d'assister, de 1987 à 2019, au fonctionnement de la machine,, de l'arrivée du raisin à l'écoulement du jus ou « bourru » directement dans les caves situées en-dessous, non visitables.

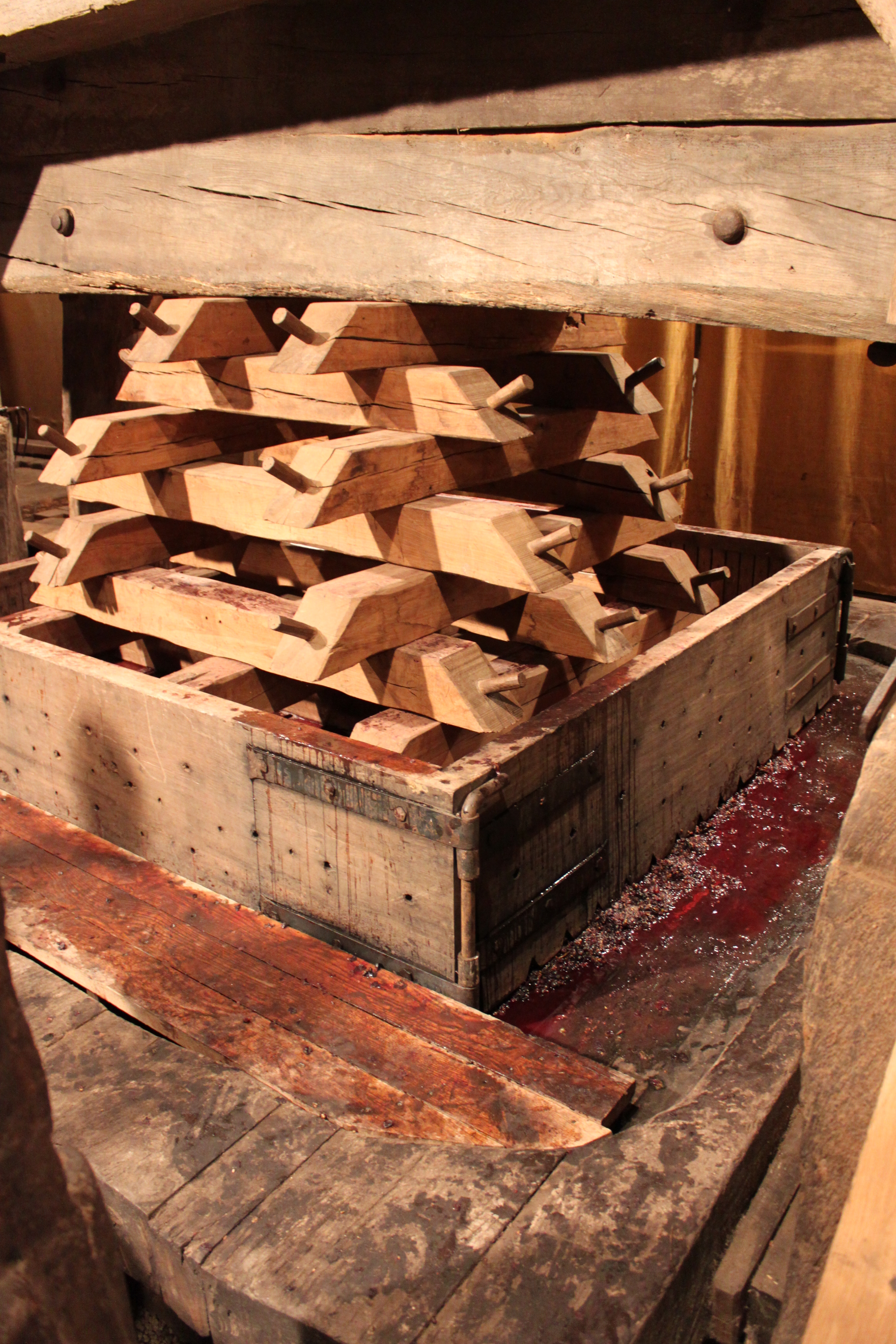
Mécanisme du pressoir.
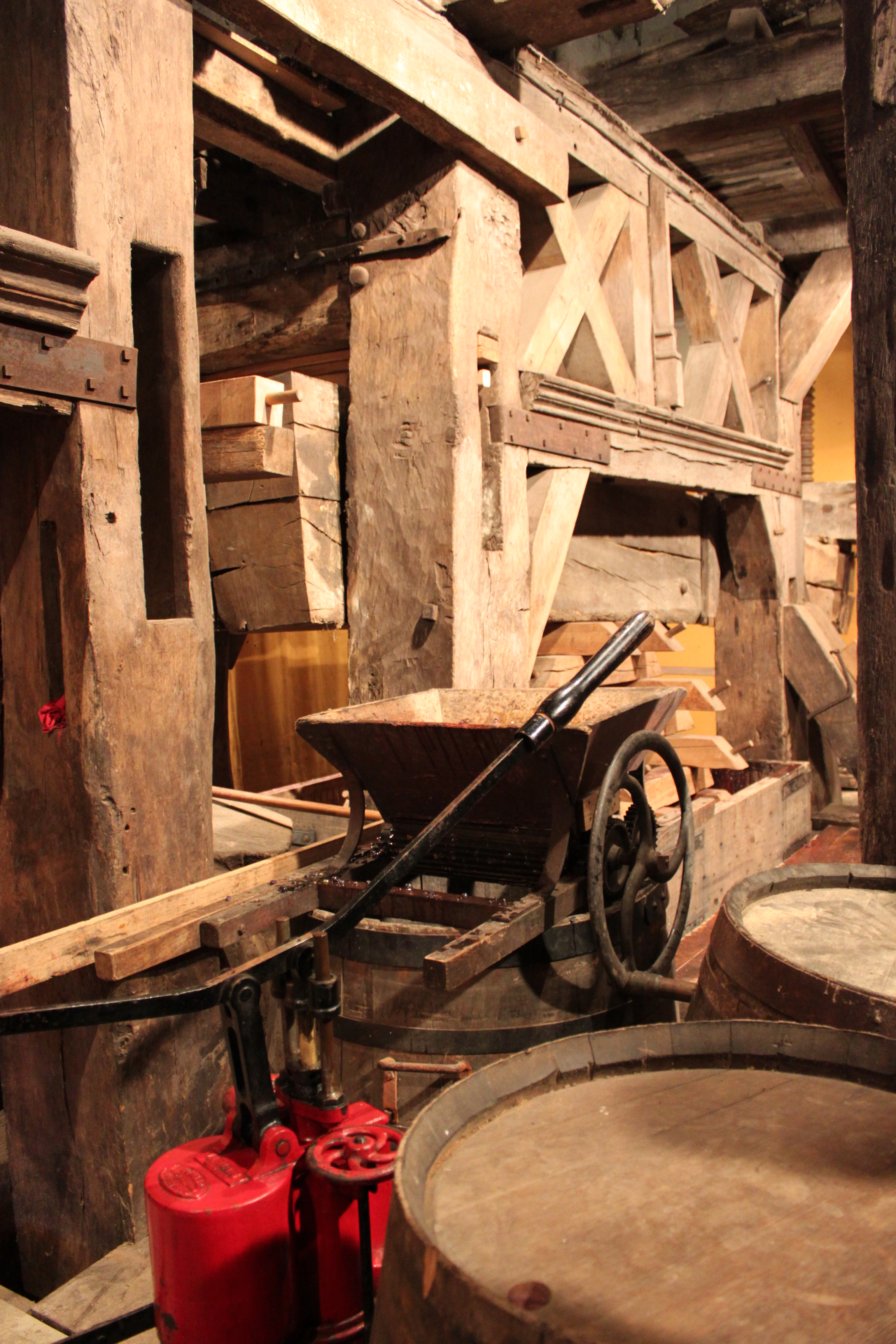
Vue latérale du pressoir.

Depuis 2019, le monument est jusqu'à nouvel ordre fermé à tout public par le propriétaire actuel,. Face à cette fermeture, une pétition est mise en ligne pour son classement plénier Monument Historique et La Gazette du Patrimoine relaie l'inquiétude des habitants relative à l'état du monument.